# Ramón Otoniel Olivas
Ramón Otoniel Olivas Ruiz (né le 28 février 1968) est un footballeur nicaraguayen reconverti comme entraîneur. 

## Biographie
Son nom est étroitement lié à celui du Real Estelí, club nicaraguayen où il a été deux fois champion comme joueur puis 11 fois comme entraîneur avec notamment un record de huit titres glanés consécutivement entre 2007 et 2014 (voir palmarès).
International nicaraguayen dans les années 1990 (10 matchs, aucun but marqué), il y devient sélectionneur en 2009 et parvient à qualifier l'équipe nationale à la Gold Cup la même année, une première pour le pays depuis la création du tournoi en 1991.

## Palmarès

### Joueur
- Real Estelí :
  - Champion du Nicaragua en 1991 et 1999.

### Entraîneur
- Real Estelí :
  - Champion du Nicaragua en 2003, 2004, 2007, 2008, 2009, 2010, 2011, 2012, 2013, 2014 et 2016.